# 福岡女子商業高等学校
福岡女子商業高等学校（ふくおかじょししょうぎょうこうとうがっこう、英称:Fukuoka jyoshi syougyo）は、福岡県那珂川市片縄北に所在する私立女子高等学校。

## 概要
2017年3月31日那珂川町によって運営されていた高等学校であり、町村立の高等学校としては、北海道以外では唯一の存在であった。

## 沿革

### 私立移管
町では人件費や老朽化した校舎の改築費用等の問題から本校を学校法人へ移管して私立学校化を目指すことになり、2014年（平成26年）9月25日の那珂川町議会定例会で関連議案を可決・成立した。2015年（平成27年）1月29日に移管先として横浜市の八洲学園を選定し、2016年（平成28年）7月29日に行われた福岡県私立学校審議会で「認可については支障なし」との答申が出されたため、2017年（平成29年）4月1日付けで私立に移行した。
移行後も当面校名、設置学科はそのままとなる。

### 年表
- 1950年 - 福岡県立筑紫野高等学校岩戸分校として設立(定時制・農業課程・農村家庭科で４年制)。
- 1955年4月 - 福岡県立福岡農業高等学校岩戸分校と改称。
- 1959年 - 校詩制定。
- 1961年4月 - 那珂川町立南福岡高等学校と改称(全日制)。商業科と家庭科を併設。
- 1964年
  - 2月 - 那珂川町立福岡女子商業高等学校と改称。家庭科を廃止し、商業科のみ募集。新校舎に移転。
  - 3月31日 - 定時制岩戸分校を廃止。
- 1970年 - 福岡県下の高等学校としては初めてコンピュータを導入する。
- 1990年4月 - 情報処理科設置。商業科4学級・情報処理科2学級。
- 2003年 - 商業科を総合ビジネス科、情報処理科を情報ビジネス科へと学科名を改称
- 2007年 - 第1回女子商マルシェ開始。
- 2008年4月 - 商業系240名募集開始。
- 2014年 - 学校運営を法人(私立学校)に移管する方針を決定。
- 2017年4月 - 学校法人八洲学園に移管し、私立学校となる。
- 2021年4月 - 日本の全日制高等学校の校長では最年少となる同校国語教諭である柴山翔太(30歳)が就任。[9]。

## アクセス
- 西日本旅客鉄道（JR西日本）博多南線博多南駅より徒歩30分（約2.3km）

## 制服
2022年度に、BEAMS SCHOOL product by KANKOと共に考えた制服へとリニューアルした。
- スカート・スラックス
- リボン・ネクタイ
- セーター(3種類)
- ベスト(2種類)

## 学校行事

### 女子商マルシェ
全校生徒によって毎年2日間行われる販売実習。来場者数が1万人超えることもあり、売上は1,000万円を超えることもある。様々な企業から商品を仕入れ、店長・仕入部長・経理部長・広報部長など色々な役回りを行いながら実習を行うことが特徴。
女子商マルシェに比べると規模が小さい。

### 女子商チャレンジショップ
店舗販売実習の名称。企画から仕入れ、販売までを生徒のみで行い、地元、那珂川町の特産品であるヤーコンや他県の高校生手作りの商品などを販売する。

## 卒業生
- 馬場阿紀子 (タレント)
- 永田しおり (ハンドボール選手)
- 松尾祐依 (ハンドボール選手)
- 中田夏海 (ハンドボール選手)